# Euphorbia hooveri
Euphorbia hooveri är en törelväxtart som beskrevs av Louis Cutter Wheeler. Euphorbia hooveri ingår i släktet törlar, och familjen törelväxter. Inga underarter finns listade i Catalogue of Life.